# Вексельберг, Виктор Феликсович
Ви́ктор Фе́ликсович Вексельбе́рг (род. 14 апреля 1957, Дрогобыч, Дрогобычская область, УССР, СССР) — российский инженер и предприниматель, управленец, миллиардер, коллекционер искусства. Председатель Попечительского совета Сколтеха, председатель совета директоров группы компаний «Ренова».
После покупки «Роснефтью» в октябре 2012 года 50 % компании ТНК-BP Вексельберг стал самым богатым человеком в России: его состояние, по версии агентства Bloomberg, увеличилось на 1,5 миллиарда долларов США и оценивалось в 18 миллиардов долларов США; Вексельберг обошёл возглавлявшего с марта 2012 список российских миллиардеров Алишера Усманова на 700 миллионов долларов США.
По состоянию на 2016 год проживал в России. С марта 2017 года — гражданин Республики Кипр.
Под персональными международными санкциями с 2018 года.

## Биография
Родился и вырос в Дрогобыче. Отец — Феликс Соломонович Вексельберг (1922 — 19.11.2018), еврей, похоронен на Троекуровском кладбище; мать — Елена Евтроповна Вексельберг (урождённая Морозова, род. 1924, шахтёрский посёлок Новочайкино, ныне Макеевский район, Донецкая область), русская, участница Великой Отечественной войны (медсестра армейского госпиталя).
Учился в Дрогобычской СОШ № 3 (на то время — это была СШ № 3), закончил обучение в 1974 году.
В 1979 году с отличием окончил факультет автоматизации и вычислительной техники (кафедра Автоматизированные системы управления) Московского института инженеров железнодорожного транспорта (МИИТ), где учился вместе с Леонидом Блаватником. Окончил аспирантуру при Вычислительном центре АН СССР. Опубликовал несколько научных работ в области теории оптимизации. По данным СМИ, защитил диссертацию на степень кандидата физико-математических наук по теме «Разработка и применения математических методов в управлении народным хозяйством» в Институте инженеров железнодорожного транспорта в 1990 году, однако текст диссертации найден не был.
В марте 2017 года Виктор Вексельберг стал гражданином Республики Кипр.

## Карьера
В 1978—1990 гг. Вексельберг работал научным сотрудником, заведующим лабораторией Особого конструкторского бюро по бесштанговым насосам (ОКБ БН «Коннас»).
С 1989 года — генеральный директор АОЗТ «НПО „КОМВЕК“».

### АО «ГК „Ренова“»
В октябре 1990 года Виктор Вексельберг (НПО «КомВек») и Леонид Блаватник (Access Industries) создали совместное предприятие «Ренова».
С октября 1990 года — заместитель генерального директора СП «Ренова», затем — президент ЗАО «Ренова». С 2004 года — председатель Наблюдательного комитета Группы компаний «Ренова». С 2010 года — председатель Совета директоров Группы компаний «Ренова».

### СУАЛ и RUSAL
В 1996 году Вексельберг был одним из создателей ОАО «Сибирско-Уральский алюминий» (СУАЛ), объединившего Иркутский и Уральский алюминиевые заводы. С 1996 года — Генеральный директор АООТ «Сибирско-Уральская алюминиевая компания» (СУАЛ). Член Совета директоров АО «СУАЛ».
С 2000 года — президент управляющей компании «СУАЛ-Холдинг». В состав СУАЛ-Холдинга входили: Иркутский, Уральский, Богословский и Кандалакшский алюминиевые заводы.
С января 2003 года — председатель Совета директоров компании «СУАЛ-Холдинг». Отличительной особенностью Холдинга стало разделение функций собственников и менеджеров в органах управления компании.
По итогам 2001 года Вексельберг возглавил рейтинг руководителей предприятий цветной металлургии, составленный деловой газетой «Ведомости». В том же году Ассоциация менеджеров признала Вексельберга одним из лучших предпринимателей и корпоративных менеджеров России.
2007—2012 год — председатель совета директоров Объединённой компании Rusal (UC Rusal).

### Тюменская нефтяная компания и ТНК-ВР
В сентябре 1997 года Вексельберг был избран в состав совета директоров ОАО «Тюменская нефтяная компания» (ТНК).
28 апреля 1998 года на заседании совета директоров АО «Тюменнефтегаз» (добывающая компания в структуре ТНК) был избран председателем совета директоров ОАО «Тюменнефтегаз».
30 июня 1998 года Виктор Вексельберг вновь избран в состав совета директоров ТНК.
С июля 1998 года — первый вице-президент, заместитель председателя правления ТНК.
С июня 1998 по 2000 год — член совета директоров ОАО «Нижневартовскнефтегаз».
25 июня 1999 года был вновь избран в состав совета директоров «ТНК».
12 июля 1999 года избран в состав совета директоров ОАО «Нижневартовское нефтегазодобывающее предприятие». В тот же день был избран в состав совета директоров ОАО «Самотлорнефтегаз».
С ноября 2000 года — член совета директоров ОАО «ОНАКО».
С июля 2001 года — директор по стратегическому планированию и корпоративному развитию ОАО «ТНК».
С марта 2002 года — член совета директоров ОАО «РУСИА Петролеум».
В апреле 2002 года Вексельберг был назначен председателем правления Тюменской нефтяной компании.
1 сентября 2003 года BP, Альфа-Групп и Аксесс/Ренова (ААР) объявили о создании стратегического партнёрства и намерении объединить свои нефтяные активы на территории России и Украины.
С сентября 2003 года — член совета директоров компании ТНК-ВР.
С 2005 года — исполнительный директор по развитию газового бизнеса ТНК-ВР.
С 2009 года — исполнительный директор ТНК-ВР.

### Другие активы
Через кипрскую компанию Winterlux Limited владеет 39,4 % акций российского банка «Международный финансовый клуб», через «Ренову» — 9,9 % «Меткомбанка». После включения в санкционный список США с сайта российского ЦБ эта информация исчезла (подобное распространилось на всех акционеров МФК, вместо информации о которой сайт банка выдаёт «ошибку 404»). Владеет рядом объектов недвижимости в Дубровнике, Хорватия, в частности, с мая 2014 года через зарегистрированную в Хорватии компанию Vila Larus гостиницей «Belvedere».. Отель Villa Feltrinelli Архивная копия от 19 апреля 2016 на Wayback Machine на озере Гарда в Гарньяно (Италия), расположенный в здании одноимённой виллы, был приобретён Вексельбергом. Вилла была последней резиденцией Бенито Муссолини.

### Инновационный центр в Сколкове
С марта 2010 года — координатор российской части инновационного центра в Сколкове, с июня — президент Фонда развития Центра разработки и коммерциализации новых технологий (Фонд «Сколково») и сопредседатель Совета Фонда «Сколково».
В интервью газете Sueddeutsche Zeitung 12 октября 2011 года Вексельберг так объяснил причину своего участия в проекте: «Для меня лично это очень интересно. „Сколково“ занимается пятью рынками: энергетика, IT, биомедицина, космос и ядерные технологии. Не надо забывать: я активно работаю как предприниматель именно в этих сегментах. Модернизация российской экономики открывает огромные возможности. Я сильно погрузился в этот проект, хотя некоторые друзья говорят мне: „Bullshit!“ (Ерунда). Но мне нравятся подобные вызовы. Я хочу показать, что это работает».

### Деятельность в Швейцарии
В июле 2006 года компания «Ренова» объявила о покупке 10,25 % акций швейцарского концерна Oerlikon, а в мае 2007 года приобрела блокпакет швейцарского инженерно-машиностроительного концерна Sulzer.
«Ренова» постепенно наращивала доли в концернах, и сегодня её доля в Oerlikon составляет 44,7 %, а в Sulzer — 62,86 %.
18 августа 2009 года Виктору Вексельбергу и его представителям удалось установить контроль над руководством машиностроительной компании Sulzer AG. На тот момент он не владел контрольным пакетом акций, хотя и был крупнейшим акционером. Однако, вхождение его представителей в состав руководства компании вызвало возражения и попытки сопротивления со стороны предыдущего менеджмента. Тем не менее, Вексельбергу удалось получить поддержку других акционеров и назначить в состав руководящих органов компании своих представителей Юргена Дормана и Клауса Штураны, приобретя, таким образом, большинство голосов в совете директоров компании.
Деловая активность Вексельберга в Швейцарии не была безоблачной: Федеральный департамент финансов (Минфин Швейцарии) в разное время вёл расследования в рамках административного уголовного права против Вексельберга, Печика и Штумпфа по подозрению в нарушении их обязательств, вытекающих из биржевого законодательства в рамках приобретения акций Oerlikon и Sulzer.
Возбуждение в апреле 2009 года уголовного дела по Sulzer совпало с переговорами между Швейцарией и США о снятии банковской тайны со счетов бизнесменов, подозреваемых в уклонении от уплаты налогов в США.
В октябре 2010 года сообщалось, что Виктор Вексельберг и двое других бизнесменов выплатили 10 млн швейцарских франков (10,4 млн долл.) компенсации, чтобы урегулировать претензии со стороны властей.
Вексельберг считает свои швейцарские активы стратегическими инвестициями, которые позволили «Ренове» добиться синергии благодаря доступу к технологиям.
Примером такого синергетического эффекта можно назвать СП «Роснано» и «Реновы» по созданию крупнейшего в России производства солнечных модулей на базе технологии «тонких плёнок» Oerlikon Solar — компании Хевел.
В мае 2010 года Вексельберг объявил, что переедет из Цюриха в кантон Цуг: один из факторов — отмена паушального налогообложения в Цюрихе, за которую проголосовало большинство граждан кантона. В Цуге паушальный налог ещё действует.

### Культурно-исторический Фонд «Связь времён»
В апреле 2004 года учредил Культурно-исторический фонд «Связь времён» и возглавил его Попечительский совет.
Уже первый проект фонда «Связь времён» — приобретение в США крупнейшей в мире частной коллекции работ великого российского ювелира Петра Карла Фаберже и возвращение её в Россию — вызвал заметный общественный резонанс как в России, так и за рубежом. Сейчас[когда?] Фонд проводит серию экспозиций коллекции в крупнейших столичных и региональных музеях. Первым местом для экспозиции был избран Московский Кремль, где выставка «Фаберже: утраченный и обретённый» из собрания Фонда «Связь времён» прошла с мая по июль 2004 года. На сегодняшний[когда?] день коллекция выставлялась в 18 городах России и мира.
Среди проектов Фонда «Связь времён»:
- возвращение из США колоколов Свято-Даниловского монастыря;
- возвращение в 2006 году архива русского философа Ивана Ильина в Россию и передача его на хранение в Московский государственный университет;
- восстановление зала Михаила Врубеля в Третьяковской галерее;
- восстановление исторического памятника Форт-Росс (Калифорния, США).
- создание в Санкт-Петербурге музея Фаберже[29].

### Состояние и позиция в рейтинге Форбс
Американская версия журнала Forbes в 2015 году оценивала состояние Виктора Вексельберга в 12,5 миллиардов долларов США (73-е место в мире). В списке 200 богатейших бизнесменов России, составленном российской версией журнала Forbes, Вексельберг занимает 4-е место.
В 2017 году журнал Форбс поместил предпринимателя на 100-ю строчку своего нового рейтинга миллиардеров и на 10-ю — в российском списке. Капитал Вексельберга — 12,4 миллиардов долларов США.
В 2021 году Виктор Вексельберг занял 20-е место в рейтинге «200 богатейших российских бизнесменов», опубликованном журналом Forbes. За год его капитал уменьшился на 1,5 млрд $ и составил 9 млрд $.
В 2023 году вошёл в рейтинг журнала Forbes «110 российских миллиардеров», где занял 24 место с состоянием $6,8 млрд.
По оценкам журнала Forbes:
| Показатель         | 2010 | 2011 | 2012 | 2013 | 2014 | 2015 | 2016 | 2017 | 2018 | 2019 | 2020 | 2021 | 2022 | 2023 | 2024 |
| Состояние (млрд $) | 6,4  | 13,0 | 12,4 | 15,1 | 17,2 | 14,2 | 10,5 | 12,4 | 14,4 | 11,5 | 10,5 | 9    | 5,5  | 6,8  | 7    |
| Место (в мире)     | 113  | 57   | 64   | 52   | 51   | 73   | 98   | 100  | 89   | 119  | 127  | 262  | 480  | 352  | 391  |
| Место (в России)   | 16   | 10   | 8    | 4    | 3    | 4    | 7    | 10   | 9    | 11   | 12   | 20   | 22   | 31   | 23   |

## Обвинения в махинациях

### Дело Sulzer и Oerlikon
6 апреля 2009 года Министерство финансов Швейцарии (МФШ) инициировало расследование, а позднее — судебное разбирательство в отношении Вексельберга (компания Renova) и двух австрийских предпринимателей Ронни Пека и Джорджа Стампфа (Ronny Pecik и Georg Stumpf, компания Victory) в лице компании Everest, совместными владельцами которой являлись трое, по подозрению в сокрытии доли владения в компании Sulzer (компания по производству и обслуживание промышленных машин) и Oerlikon. По версии МФШ, Everest в период с 2006 по 2007 год тайно приобрела суммарно 31,2 % акций Sulzer, однако, не уведомила последнюю о своей доле, тем самым нарушив швейцарский закон, а компании Renova и Victory действовали в сговоре, приобретая акции «Oerlikon». Согласно швейцарскому закону (en:FIMA), человек или компания, покупающая более 5 % акций, обязаны раскрыть его (их) общую долю владения компании, выпустившей эти акции, а также торговой бирже В сентябре 2010 Федеральный криминальный суд Швейцарии отказал в иске за отсутствием доказательств и «доверия» (plausability) к обвинению по делу Oerlikon. В октябре того же года расследование Министерства закончилось мировым соглашением, в соответствии с которым Вексельберг и австрийские партнёры заплатили 10,6 млн $ за урегулирование претензий. Никаких иных последствий дело не имело.

### Покупка торгового представительства Венгрии
21 февраля 2011 года газета «Ведомости» опубликовала статью о том, что Вексельберг выступил посредником в сделке со зданием торгового представительства Венгрии на Красной Пресне: он купил его у последнего в 7 раз дешевле, чем продал российскому правительству. Две прошедшие по данному вопросу проверки Следственного комитета РФ не привели к каким-либо выводам о наличии состава преступления в действиях сторон по этой сделке. Официальных претензий кому бы то ни было в России по этому делу не предъявлялось.

## Общественная деятельность

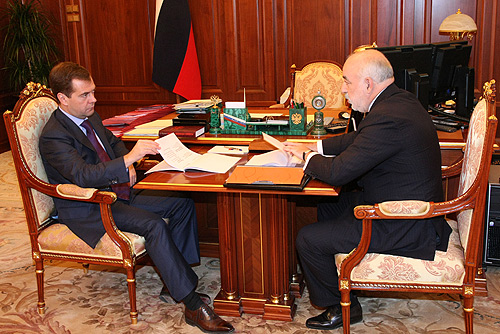
Дмитрий Медведев и Виктор Вексельберг

Член Комиссии по федеральной, межрегиональной и региональной социально-экономической политике при председателе Совета Федерации РФ. Член Координационного Совета металлургического комплекса Министерства экономики РФ.
С 1997 года — член совета директоров Ассоциации промышленников горно-металлургического комплекса России.
10 ноября 2000 года Вексельберга избрали в состав Правления Российского союза промышленников и предпринимателей (РСПП).
С ноября 2003 года — член бюро Правления Российского Союза промышленников и предпринимателей (РСПП).
С 2005 года — председатель Комитета по международной деятельности РСПП.
Вексельберг — один из лидеров Федерации еврейских общин России, также возглавляет попечительский совет Еврейского музея в Москве. Архитектурная композиция в память о героях сопротивления в концлагерях и гетто была открыта в июне 2019 года в Москве, деньги на её строительство в размере 300 000 долларов США дал Вексельберг.
В 2020 году во время пандемии коронавируса Виктор Вексельберг направил на покупку оборудования, масок и продуктов для социально незащищенных россиян более 180 миллионов рублей.

## Санкции

### США
Департамент казначейства США внес Виктора Вексельберга в список лиц, на которых наложены санкции. В апреле 2018 Компания Sulzer выкупила у компании «Ренова», принадлежащей Вексельбергу, пакет акций, дабы разморозить заблокированные ранее счета в банках США. Деньги, полученные последним от сделки, были заблокированы. В июне 2018 года, после введения американских санкций, все счета Виктора Вексельберга в швейцарских банках были заблокированы. Так как под ограничения попали счета во франках, а не в долларах, «Ренова» намерены подать в суд на швейцарские кредитные учреждения.
Виктор Вексельберг как минимум дважды встречался с Майклом Коэном, когда тот был адвокатом Дональда Трампа. По данным Bloomberg, первая встреча между Вексельбергом и Коэном состоялась в январе 2017 г., до официального вступления Трампа в должность президента. Вторая встреча между Вексельбергом и Коэном прошла в марте 2017 г. в Нью-Йорке, на второй месяц президентства Трампа.
В 2019 году Вексельберг перевёз всю свою семью в США.
11 марта 2022 года Вексельберг включён в новые санкционный список США «против кремлевской элиты, лидеров, олигархов и их семей за содействие войне Путина против Украины». Минфин США также сообщил, что заблокировал яхту с названием Tango и пассажирский самолёт с бортовым номером P4-MIS, которые, по его данным, «связаны» с владельцем группы «Ренова», миллиардером Виктором Вексельбергом.

### Канада
6 апреля 2022 года, после вторжения России на Украину, Канада ввела персональные санкции против Вексельберга включив его в санкционный список «близких соратников режима». Санкции запрещают гражданам Канады предоставлять финансирование, совершать какие-либо сделки с собственностью с лицами, попавшими в санкционный список и т. д.

### Британия
Правительство Британии в апреле 2018 года планировало внести Вексельберга в список санкций. 15 марта 2022 года Вексельберг был включён в санкционный список Великобритании

### Другие страны
В июне 2018 несколько публичных и частных банков Швейцарии блокировали счета Вексельберга на приблизительную сумму в 1 миллиард долларов США в связи с ранее введёнными Казначейством США санкциями.
15 марта 2022 года Вексельберг попал под персональные санкции Японии. Они предусматривают заморозку активов и запрет финансовых сделок с подсанкционным лицом.
После вторжения России на Украину Вексельберг попал под санкции Украины так как он «совершает коммерческую деятельность в секторах экономики, обеспечивающих существенный источник дохода для правительства России, инициировавшего военные действия и геноцид гражданского населения в Украине». По аналогичным основаниям был включён в санкционный список Польши, Австралии и Новой Зеландии. Ранее Вексельберг был внесён ФБК в список коррупционеров и разжигателей войны, с предложением введения против него международных санкций так как он «финансировал агрессивную войну России против Украины или управлял финансами в интересах путинского режима».

## Семья
- Все родственники Виктора Вексельберга по отцовской линии погибли в годы Великой Отечественной войны. По словам самого Вексельберга, фашисты убили 16 его родных[78].
- Женат, супруга — Марина Добрынина, руководитель благотворительного фонда «Добрый век». С Вексельбергом она вместе училась в МИИТе, познакомились в студенческом походе, поженились, окончив вуз[79]. Имеет сына и дочь. В 2019 году он сообщил, что перевёз всю свою семью в США[80].

## Награды
- Орден «За заслуги перед Отечеством» III степени (21 марта 2014 года) — за большой вклад в подготовку и проведение XXII Олимпийских зимних игр и XI Паралимпийских зимних игр 2014 года в городе Сочи[81]
- Орден «За заслуги перед Отечеством» IV степени (24 ноября 2010 года) — за большой вклад в сохранение и популяризацию культурно-исторических ценностей России[82]
- Орден Александра Невского (11 марта 2020 года) — за большой вклад в работу по строительству современных аэропортовых комплексов[83][84]
- Орден Александра Невского (24 марта 2014 года)[83]
- Орден Почёта (10 сентября 1999 года) — за заслуги перед государством, высокие достижения в производственной деятельности и большой вклад в укрепление дружбы и сотрудничества между народами[85]
- Знак отличия «За благодеяние» (11 июня 2016 года) — за большой вклад в благотворительную и общественную деятельность[86]
- Медаль «За заслуги перед Республикой Карелия» (8 июня 2020 года) — за заслуги перед Республикой Карелия и её жителями, большой вклад в социально-экономическое развитие республики и активную работу в составе Государственной комиссии по подготовке к празднованию 100-летия образования Республикой Карелия[87]
- Почётная грамота Президента Российской Федерации (20 июля 2009 года) — за большой вклад в развитие социальной и экономической инфраструктуры Свердловской области[88]
- Благодарность Президента Российской Федерации (29 декабря 2006 года) — за заслуги в подготовке и проведении встречи глав государств и правительств стран — членов «Группы восьми» в городе Санкт-Петербурге[89]
- Благодарность Правительства Российской Федерации (24 апреля 2008 года) — за активную и плодотворную работу в деле пропаганды русского языка, русской литературы и культуры[90]
- Почётная грамота Республики Карелия (29 августа 2006 года) — за заслуги перед республикой и многолетний добросовестный труд[91]
- Орден преподобного Сергия Радонежского II степени (12 сентября 2008 года, РПЦ)
- Почётный гражданин Свердловской области (25 февраля 2022 года) — за выдающиеся достижения в сфере социально-экономического развития Свердловской области[92]
- Премия «Скрипач на крыше» в номинации «Благотворительность» (2013)[93]
- Звание «Почётный металлург». 2002 г.
- Премия «Золотой орёл» За вклад в отечественный кинематограф, за поддержку фонда помощи ветеранам кино «Урга — территория любви» (2013).
- Почётный знак Международного Демидовского фонда «Прокофий Акинфиевич Демидов» — за меценатство и благотворительность[94]
- 19 октября 2007 года присуждена награда за возрождение традиций российской благотворительности от Центра Вудро Вильсона «За общественную деятельность»[95].
- Лауреат национальной премии бизнес-репутации «Дарин» Российской Академии бизнеса и предпринимательства в 2004 году.
- Лауреат премии «ТОП 50. Самые знаменитые люди Петербурга» в номинации «Бизнес».[96]
- Лауреат Премии The Art Newspaper Russia за 2014 год